# Metasepia pfefferi
Metasepia pfefferi je druh sépie z rodu Metasepia. Do stejného rodu patří též Metasepia tullbergi.
Typový exemplář byl objeven v rámci expedice Challenger na „Stanici 188“ v hloubce 51,2 metrů, vylovena byla jedna samice („vyloveno jižně od Papuy, 28 sáhů, jeden exemplář, samice“), Hoyle ji pojmenoval po Dr. Georgovi Pfefferovi z Hamburského muzea. „Stanici 188“ expedice navštívila 10. září 1874, stanice ležela na 9° 59′ jižní šířky a 139° 42′ východní délky, na jihu Papuy (Nová Guinea), v Arafurském moři. Typový exemplář je uložen v Přírodopisném muzeu v Londýně.

## Oblast rozšíření
Metasepia pfefferi se vyskytuje v tropickém Indo-Pacifiku, u pobřeží Austrálie, Nové Guineje a Filipínách, Indonésii, Malajsii.

## Vzhled a chování
Metasepia pfefferi je drobná sépie, její plášť je velký 6–8 cm, základní barva je hnědá, při vyrušení však rychle mění barvu na vzor tmavě hnědých, černých, bílých a žlutých skvrn na těle s rudými konci chapadel. Žije na písčitém či bahnitém dně v hloubkách od 3 do 86 metrů, je aktivní ve dne, kdy loví drobné ryby a korýše. Je známá tím, že spíše „kráčí“ po svých chapadlech než plave. Dožívá se asi 18–24 měsíců, přesný maximální věk však není zcela znám, protože není k dispozici dostatek údajů. Mezi sebou se tyto sépie dorozumívají změnou barvy. Pohlaví jsou oddělená. Samice se obvykle páří s více samci, vajíčka jsou průhledná a samice je klade do prasklin a různých trhlin, aby je ochránila před predátory, samice vajíčka nijak nehlídá a po nakladení brzy hyne. Nedávno se zjistilo, že je tento druh jedovatý, což vysvětluje, proč v ohrožení rychle neodplave a dále „kráčí“ po mořském dně.

## Ohrožení
Jak velká je populace se přesně neví z důvodu malé informovanosti o tomto druhu. Pro jídlo není lovena, ale vzhledem k nesnadnému odchovu v zajetí a zajímavému vzhledu jí mohou ohrozit odlovy pro mořská akvária.

## Poznámka
V roce 1926 Iredale popsal poddruh sépie Metasepia pfefferi laxior a později (v roce 1954) ještě Metasepia pfefferi wanda. Později po prostudování sépionu (Khromov, 1987) a chování živočichů (Roper and Hochberg, 1988) byly tyto poddruhy zrušeny.